# Larry Long

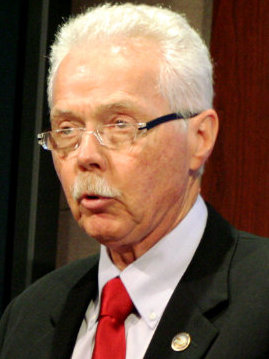
Larry Long, 2005

Larry Long (* 30. September 1947 in Brookings, South Dakota) ist ein US-amerikanischer Jurist und Politiker (Republikanische Partei).

## Werdegang
Larry Long graduierte an der Bennett County High School in Martin. 1969 erwarb er einen Bachelor an der South Dakota State University in Brookings und 1972 einen Juris Doctor an der University of South Dakota Law School in Vermillion (Clay County). Danach eröffnete er im Dezember 1972 seine eigene Anwaltspraxis in Martin (Bennett Conty), welche er bis Dezember 1990 betrieb. Während dieser Zeit fungierte er von März 1973 bis Dezember 1990 als Bennett County State’s Attorney und von 1978 bis 1980 als Juvenile Court Prosecutor in der Rosebud Indian Reservation. Long saß von 1977 bis 1981 als General Counsel im Rosebud Sioux Tribe Election Board und von 1985 bis 1990 als Counsel im Rosebud Sioux Tribe Credit Committee. Dabei verfasste er 1986 mit Dallas Brost mehrere Rechtsansprüche (titles) in dem Rosebud Sioux Tribal Code mit. Des Weiteren war er von 1973 bis 1990 Mitglied in der South Dakota State’s Attorneys Association, wo er von 1983 bis 1984 Präsident war. Von 1974 bis 1990 war er Direktor vom Dakota Plains Legal Services Board und von 1980 bis 1990 Board Chairman. Long saß von 1988 bis 1990 im National District Attorneys Association Board of Directors. 1990 wurde er Mitglied in der South Dakota Trial Lawyers Association. Von Januar 1991 bis 2002 war er Chief Deputy Attorney General von South Dakota in Pierre (Hughes County) und von 1993 bis 1996 Bar Commissioner von der State Bar of South Dakota. Seit 1996 sitzt er im Ethics Committee vom State Bar of South Dakota. Long war 1999 Region II Trial Lawyer of the Year von der National Association of Government Attorneys in Capital Litigation.
Bei den Wahlen im Jahr 2002 wurde er zum Attorney General von South Dakota gewählt. Long bekleidete den Posten von 2003 bis zu seinem Rücktritt im Jahr 2009, welcher als Folge einer Ernennung des Gouverneurs von South Dakota Mike Rounds zum Richter am Second Judicial District von South Dakota erfolgte.
Mit seiner Ehefrau Jan, geborene Anderson, hat er zwei Kinder namens Claire und Craig.